# Nowyje Czeriomuszki
Nowyje Czeriomuszki (ros. Новые Черёмушки – Nowe Czeriomuszki) – stacja moskiewskiego metra linii Kałużsko-Ryskiej (kod 103). Początkowo służyła jako południowa stacja końcowa linii. Nazwa stacji pochodzi od rejonu Czeriomuszki w południowo-zachodnim okręgu administracyjnym Moskwy. Wyjścia prowadzą na ulice Garibaldiego i Profsojuznaja.

## Wystrój
Stacja jest trzykomorowa, jednopoziomowa, posiada jeden peron. Kolumny obłożono marmurem. Nazwa stacji na ścianach nad torami otoczona jest dwoma pasami czerwonych płytek ceramicznych. Podłogi wyłożono szarym granitem, pośrodku ciągnie się linia z czerwonego granitu.